# Lijst van voorzitters van de Joegoslavische Communistenbond

Embleem van de SKJ

Dit is een lijst van voorzitters van de Joegoslavische Communistenbond (SKJ). 

## Secretaris-generaal van de Communistische Partij van Joegoslavië
- Josip Broz Tito - 1937-1966

## Voorzitters van het Presidium van deJoegoslavische Communistenbond
- Josip Broz Tito - 1966-1980
- Branko Mikulić (waarnemend voor Tito) - 1978-1979
- Stevan Doronjski (waarnemend voor Tito) - 1979-1980
- Lazar Mojsov - 1980-1981
- Dušan Dragosavac - 1981-1982
- Mitja Ribičič - 1982-1983
- Dragoslav Marković - 1983-1984
- Ali Sukrija - 1984-1985
- Vidoje Žarković - 1985-1986
- Milanko Renovica - 1986-1987
- Boško Krunić - 1987-1988
- Stipe Šuvar - 1988-1989
- Milan Pantsjevski - 1989-1990